# Mirosław Głuchowski

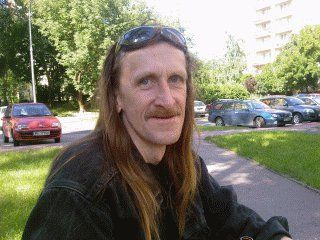
Mirosław Głuchowski (2013)

Mirosław Głuchowski (ur. 5 marca 1962 w Krakowie) – poeta i satyryk.
W 1984 r. zwycięzca I Ogólnopolskiego Turnieju Łgarzy w Bogatyni.
W latach 80. XX wieku wydawca nieregularnika satyrycznego "Paranoya".
W tzw. trzecim obiegu wydał dwa tomiki poezji: "kolejka do Laury" i "Srom".
W 1994 roku wydał tomik poetycki pt.: "Dyktuj Muzo" (Centrum Kultury i Sztuki w Siedlcach).
Publikacje: "Szpilki", "Tygodnik Siedlecki", "Kurier Siedlecki" i in.
Założył grupy literackie:
- Front Artystyczny "Sabinka";
- KKMP Siedlce "Nowa Samosiejka"